# Renault Suprastella
La Suprastella era un'autovettura di lusso prodotta fra il 1938 e il 1939 dalla Casa francese Renault.

## Profilo e storia
La Suprastella rappresenta l'ultima Renault di lusso nel senso più stretto del termine, vale a dire l'ultima a 8 cilindri, l'ultima in grado di rivaleggiare con vetture del calibro delle Rolls-Royce.

### Nascita del modello
Dopo l'uscita di produzione delle ultime Nervastella e Nerva Grand Sport, avvenuta nel luglio del 1937, per circa nove mesi non vi fu più nel listino Renault uno dei lussuosi modelli con motore a 8 cilindri, tant'è vero che al canonico appuntamento con il Salone dell'automobile di Parigi non ne furono presentati affatto, dando così l'idea che la Casa francese stesse defilandosi da quel segmento di mercato dove peraltro si era sempre fatta conoscere per l'alta qualità dei suoi modelli.

Fu solo il 30 marzo del 1938 che venne diffuso un comunicato mediante il quale la Renault affermò di aver momentaneamente sospeso la produzione di modelli a 8 cilindri per poter riorganizzare in maniera più efficiente la produzione dei suoi modelli intermedi, come la Vivastella, ma che all'inizio dello stesso anno si era già cominciato a lavorare a una nuova vettura in grado di raccogliere degnamente il testimone della Nervastella e di ridare nuovamente lustro alla tradizione della Renault nel campo delle vetture di gran lusso. Non solo, ma dal comunicato traspariva chiaramente che tale nuovo modello era ormai prossimo al debutto, tant'è che venne rivelata anche la sua denominazione ufficiale: Suprastella.

Il 6 aprile, pochi giorni dopo il comunicato ufficiale, vennero date istruzioni a tutti i concessionari della rete di vendita per l'assistenza alla clientela desiderosa di acquistare una Suprastella, mentre il 20 aprile, due settimane dopo, cominciò regolarmente la produzione. La Suprastella entrò così in produzione in due versioni: una denominata ABM8 e l'altra denominata invece BDP1.

#### Tecnica e design
Tecnicamente, la Suprastella condivideva lo stesso gruppo motopropulsore della Nervastella, vale a dire il motore Type 494 a 8 cilindri da 5448 cm³, un motore in grado di erogare una potenza massima di 110 CV, ma ottenibili a 3200 giri/min anziché a 2800 giri/min. Tale differenza era causata da alcune rivisitazioni avute dal motore stesso, tra cui l'innalzamento del rapporto di compressione da 6:1 a 6.2:1. Diverso il discorso per il telaio: nel caso della ABM8 esso era in pratica lo stesso di quello della Nerva Grand Sport, come identica era anche la misura del passo, pari a 3.209 mm. Nel caso della BDP1, invece, venne approntato un telaio specifico, di proporzioni mastodontiche con il suo interasse di ben 3.72 m. Con queste misure, la BDP1 risultò una delle più grosse Renault mai costruite. Per il resto, su entrambe le versioni si ritrovavano l'avantreno a doppia balestra longitudinale e il retrotreno a balestra trasversale, così come gli ammortizzatori idraulici a doppio effetto, i quattro freni a tamburo e la trasmissione con cambio manuale a 3 marce e frizione monodisco a secco.

Esternamente, la Suprastella appariva molto simile alla Nerva Grand Sport, dalla quale si differenziava per alcuni particolari di dettaglio, come ad esempio la calandra, che sulla Suprastella era a listelli orizzontali anziché verticali, oppure le diverse decorazioni ai lati del cofano, o ancora la modanatura cromata che partiva dalla calandra e percorreva la fiancata della vettura fino alla coda. Altre differenze con la Nervastella e la Nerva Grand Sport stavano nel paraurti meno massiccio e derivato direttamente da quello della meno pretenziosa Vivastella, ma anche all'interno dell'abitacolo, dove la strumentazione fu ridisegnata e raggruppata in un solo strumento di forma rettangolare.

### Produzione
Se la produzione della Suprastella fu avviata il 20 aprile del 1938, il primo esemplare uscì dalle linee di montaggio sei giorni dopo: si trattava di una BDP1 con carrozzeria limousine a 8 posti. La produzione della Suprastella non fu continua, ma avvenne in due periodi distinti e temporalmente piuttosto distaccati tra loro. La prima fase produttiva della Suprastella andò dal 20 aprile al 5 luglio del 1938, mentre la seconda andò dal 23 febbraio al 4 luglio del 1939. La prima fase portò a una produzione di 24 esemplari, mentre la seconda vide uscire 31 esemplari dalle linee di montaggio. L'ultimo di questi doveva essere approntato per partecipare al successivo Salone di Parigi, in programma nel settembre dello stesso anno. Ma lo scoppio della seconda Guerra Mondiale cancellò ogni programma e interruppe la produzione della stessa Suprastella.

Infine, nel febbraio del 1942, venne prodotto un ultimissimo esemplare di Suprastella, destinato a essere "vestito" da un carrozziere esterno. Fu il 56º esemplare di Suprastella, con il quale si concluse un'epoca, quelle delle affascinanti Renault di gran lusso.